# Canton d'Anse
Le canton d'Anse est une circonscription électorale française située dans le département du Rhône en région Auvergne-Rhône-Alpes.

## Histoire
Le canton est créé en 1790.
À la suite du redécoupage cantonal de 2014, les limites territoriales du canton sont modifiées par un décret du 27 février 2014, art. 2 à partir des élections départementales de mars 2015. Le nombre de communes demeure inchangé.

## Représentation

### Conseillers généraux de 1833 à 2015
| Période         | Période      | Identité                                  | Étiquette                | Qualité |
| --------------- | ------------ | ----------------------------------------- | ------------------------ | --- |
| 1833            | 1848         | Jean François Aimé Peyré-Peguet           |                          | Juge au Tribunal civil de Villefranche                                                                                                |
| 1848            | 1871         | Marquis René de Rochechouart de Mortemart | Indépendant              | Ancien officier Maire de Lachassagne Député (1848-1849,1852-1863, 1871-1876)                                                          |
| 1871            | 1875 (décès) | Balthazar Thomas                          | Républicain              | Propriétaire à Saint-Jean-des-Vignes                                                                                                  |
| 1875            | 1906 (décès) | Pascal Carrier                            | Rad.                     | Maire de Liergues (1888-1906) |
| 1906            | 1910         | Jean Denis Allatante                      | Rad.                     | Maire de Charnay (1900-1912) |
| 1910            | 1922         | Eugène Bussy                              | Républicain Progressiste | Agriculteur - Maire d'Anse Sénateur (1920-1927)                                                                                       |
| 1922            | 1934         | Jean-Pierre Breton                        | SFIO (jusqu'en 1928)     | Viticulteur - Maire de Pommiers (1912-1940) Député (1924-1928)                                                                        |
| 1934            | 1940         | Alexandre Bosse-Platière                  | URD puis Rad.            | Viticulteur Maire de Lucenay Membre de la commission administrative départementale (1941-1942) Nommé conseiller départemental en 1942 |
|                 |              |                                           |                          | |
| 1945            | 1949         | Charles Allaigre                          | RI                       | Maire de Chazay-d'Azergues (1929-1944)                                                                                                |
| 1949            | 1960 (décès) | Claude Thomas                             | Rad.                     | Maire de Liergues |
| 4 décembre 1960 | 1979         | Alexis Kandelaft                          | Rad. puis DVD            | Maire de Chazay-d'Azergues (1945-1983)                                                                                                |
| 1979            | 1989 (décès) | Michel Lamy                               | DVD                      | Maire d'Anse (1977-1989) |
| 1989            | 1992         | Georges Perrier                           | DVD                      | Adjoint au maire de Saint-Jean-des-Vignes                                                                                             |
| 1992            | 1998         | Jean-Paul Gasquet                         | RPR                      | Chef d'entreprise Maire de Liergues                                                                                                   |
| 1998            | 2015         | Daniel Pomeret                            | PRV puis NC-UDI          | Expert-comptable Maire d'Anse depuis 1995 Vice-président du conseil général                                                           |

### Conseillers d'arrondissement (de 1833 à 1940)
| Période                                  | Période | Identité                                                      | Étiquette                | Qualité |
| ---------------------------------------- | ------- | ------------------------------------------------------------- | ------------------------ | --- |
| 1833                                     | 1836    | Joseph Gillet                                                 |                          | Juge de paix à Anse                                                                                              |
| 1836                                     |         | Léopold Émile André Jean Sain-Rousset de Vauxonne (1802-1853) |                          | Juge d'instruction, procureur du Roi près le Tribunal de Villefranche-sur-Saône, propriétaire rue Jarente à Lyon |
|                                          |         |                                                               |                          | |
| 1886                                     | 1901    | Antoine Duperray                                              | Républicain              | Cultivateur, maire de Saint-Jean-des-Vignes                                                                      |
| 1901                                     | 1907    | Jacques Doutre                                                | Républicain              | Maire de Lucenay                                                                                                 |
| 1907                                     | 1913    | Claude Presle                                                 | Républicain progressiste | Maire de Marcy                                                                                                   |
| 1913                                     | 1922    | Jean-Pierre Breton                                            | SFIO                     | Viticulteur, maire de Pommiers                                                                                   |
| 1922                                     | 1940    | M. Berge                                                      | Rad.                     | Maire de Saint-Jean-des-Vignes                                                                                   |
| 1940                                     |         |                                                               |                          | Les conseils d'arrondissement ont été suspendus par la loi du 12 octobre 1940 et n'ont jamais été réactivés      |
| Les données manquantes sont à compléter. |         |                                                               |                          | |

### Représentation à partir de 2015
| Période élective | Période élective | Mandat | Mandat   | Identité        | Nuance | Nuance | Qualité                                                                           |
| ---------------- | ---------------- | ------ | -------- | --------------- | ------ | ------ | --------------------------------------------------------------------------------- |
| 2015             | 2021             | 2015   | 2021     | Pascale Bay     |        | DVD    | Professeure Adjointe au maire, puis maire (2020) de Chazay-d'Azergues             |
| 2015             | 2021             | 2015   | 2021     | Daniel Pomeret  |        | MR     | Expert-comptable Maire d'Anse depuis 1995, Président de la Communauté de communes |
| 2021             | 2028             | 2021   | 2024     | Pascale Bay     |        | DVD    | Conseillère sortante                                                              |
| 2021             | 2028             | 2024   | en cours | Valérie Dugelay |        |        | Maire de Lucenay                                                                  |
| 2021             | 2028             | 2021   | en cours | Daniel Pomeret  |        | MR     | Conseiller sortant                                                                |

### Résultats détaillés

#### Élections de mars 2015
À l'issue du 1er tour des élections départementales de 2015, deux binômes sont en ballottage : Pascale Bay et Daniel Pomeret (UDI, 34,65 %) et Christian Gallet et Claire Peigné (UMP, 25,76 %). Le taux de participation est de 49,00 % (13 285 votants sur 27 114 inscrits) contre 48,95 % au niveau départemental et 50,17 % au niveau national.
Au second tour, Pascale Bay et Daniel Pomeret (UDI) sont élus avec 57,83 % des suffrages exprimés et un taux de participation de 42,32 % (5 939 voix pour 11 474 votants et 27 114 inscrits).

#### Élections de juin 2021
Le premier tour des élections départementales de 2021 est marqué par un très faible taux de participation (33,26 % au niveau national). Dans le canton d'Anse, ce taux de participation est de 34,65 % (10 171 votants sur 29 356 inscrits) contre 32,35 % au niveau départemental. À l'issue de ce premier tour, deux binômes sont en ballottage : Pascale Bay et Daniel Pomeret (Union au centre et à droite, 58,68 %) et Valérie Beraud et Jean-Henri Soumireu-Lartigue (Union à gauche avec des écologistes, 23,01 %).
Le second tour des élections est marqué une nouvelle fois par une abstention massive équivalente au premier tour. Les taux de participation sont de 34,36 % au niveau national, 33,07 % dans le département et 35,45 % dans le canton d'Anse. Pascale Bay et Daniel Pomeret (Union au centre et à droite) sont élus avec 72,64 % des suffrages exprimés (7 175 voix pour 10 413 votants et 29 372 inscrits),,. 

## Composition

### Composition avant 2015
Le canton regroupait quinze communes.
| Nom                   | Code Insee | Codepostal | Superficie (km2) | Population (dernière pop. légale) | Densité (hab./km2) |
| --------------------- | ---------- | ---------- | ---------------- | --------------------------------- | ------------------ |
| Ambérieux (chef-lieu) | 69005      | 69480      | 4,55             | 552 (2012)                        | 121                |
| Alix                  | 69004      | 69380      | 3,61             | 728 (2012)                        | 202                |
| Anse                  | 69009      | 69480      | 15,23            | 6 450 (2012)                      | 424                |
| Belmont-d'Azergues    | 69020      | 69380      | 1,51             | 628 (2012)                        | 416                |
| Charnay               | 69047      | 69380      | 7,06             | 1 072 (2012)                      | 152                |
| Chazay-d'Azergues     | 69052      | 69380      | 5,94             | 3 943 (2012)                      | 664                |
| Lachassagne           | 69106      | 69480      | 3,53             | 953 (2012)                        | 270                |
| Liergues              | 69114      | 69400      | 5,32             | 1 917 (2012)                      | 360                |
| Lozanne               | 69121      | 69380      | 5,50             | 2 483 (2012)                      | 451                |
| Lucenay               | 69122      | 69480      | 6,27             | 1 844 (2012)                      | 294                |
| Marcy                 | 69126      | 69480      | 3,33             | 617 (2012)                        | 185                |
| Morancé               | 69140      | 69480      | 9,25             | 2 104 (2012)                      | 227                |
| Pommiers              | 69156      | 69480      | 7,76             | 2 311 (2012)                      | 298                |
| Pouilly-le-Monial     | 69159      | 69400      | 3,81             | 946 (2012)                        | 248                |
| Saint-Jean-des-Vignes | 69212      | 69380      | 2,57             | 400 (2012)                        | 156                |

### Composition depuis 2015
Le canton d'Anse regroupe désormais quinze communes entières.
| Nom                          | Code Insee | Intercommunalité             | Superficie (km2) | Population (dernière pop. légale) | Densité (hab./km2) | Modifier                                    |
| ---------------------------- | ---------- | ---------------------------- | ---------------- | --------------------------------- | ------------------ | ------------------------------------------- |
| Anse (bureau centralisateur) | 69009      | CC Beaujolais Pierres Dorées | 15,23            | 8 139 (2022)                      | 534                | modifier les données · modifier les données |
| Ambérieux                    | 69005      | CC Beaujolais Pierres Dorées | 4,55             | 629 (2022)                        | 138                | modifier les données · modifier les données |
| Chasselay                    | 69049      | CC Beaujolais Pierres Dorées | 12,78            | 2 901 (2022)                      | 227                | modifier les données · modifier les données |
| Chazay-d'Azergues            | 69052      | CC Beaujolais Pierres Dorées | 5,94             | 4 270 (2022)                      | 719                | modifier les données · modifier les données |
| Les Chères                   | 69055      | CC Beaujolais Pierres Dorées | 5,46             | 1 504 (2022)                      | 275                | modifier les données · modifier les données |
| Civrieux-d'Azergues          | 69059      | CC Beaujolais Pierres Dorées | 5,02             | 1 633 (2022)                      | 325                | modifier les données · modifier les données |
| Dommartin                    | 69076      | CC du Pays de L'Arbresle     | 7,22             | 2 607 (2022)                      | 361                | modifier les données · modifier les données |
| Lachassagne                  | 69106      | CC Beaujolais Pierres Dorées | 3,53             | 1 334 (2022)                      | 378                | modifier les données · modifier les données |
| Lentilly                     | 69112      | CC du Pays de L'Arbresle     | 18,39            | 6 541 (2022)                      | 356                | modifier les données · modifier les données |
| Lozanne                      | 69121      | CC Beaujolais Pierres Dorées | 5,50             | 3 182 (2022)                      | 579                | modifier les données · modifier les données |
| Lucenay                      | 69122      | CC Beaujolais Pierres Dorées | 6,27             | 2 068 (2022)                      | 330                | modifier les données · modifier les données |
| Marcilly-d'Azergues          | 69125      | CC Beaujolais Pierres Dorées | 4,18             | 1 004 (2022)                      | 240                | modifier les données · modifier les données |
| Marcy                        | 69126      | CC Beaujolais Pierres Dorées | 3,33             | 879 (2022)                        | 264                | modifier les données · modifier les données |
| Morancé                      | 69140      | CC Beaujolais Pierres Dorées | 9,25             | 2 267 (2022)                      | 245                | modifier les données · modifier les données |
| Pommiers                     | 69156      | CC Beaujolais Pierres Dorées | 7,76             | 2 629 (2022)                      | 339                | modifier les données · modifier les données |
| Canton d'Anse                | 6901       |                              | 114,41           | 41 587 (2022)                     | 363                | modifier les données                        |

## Démographie
En 2022, le canton comptait 41 587 habitants, en évolution de +11,57 % par rapport à 2016 (Rhône : +4,34 %, France hors Mayotte : +2,11 %).
| 2013   | 2018   | 2022   |
| ------ | ------ | ------ |
| 36 136 | 38 708 | 41 587 |